# Potentilla weddellii
Potentilla weddellii är en rosväxtart som beskrevs av Macbride. Potentilla weddellii ingår i Fingerörtssläktet som ingår i familjen rosväxter. Inga underarter finns listade i Catalogue of Life.